# Unité Oketz
L'unité 7142, surnommée Oketz (en hébreu : יחידת עוקץ) est une unité canine de forces spéciales de l'armée israélienne.

## Histoire
L'unité 7142 est fondée en 1939 au sein de la Haganah, dans l'Institut palestinien de psychologie et de dressage des chiens, puis démantelée en 1954. En 1974, une nouvelle unité est créée par Yossi Labock, qui en est le premier commandant. L'unité est spécialisée dans le dressage et la manipulation de chiens à des fins militaires. À l'origine, les Oketz entraînaient les chiens à attaquer les kidnappeurs, mais l'entraînement s'est depuis spécialisé et chaque chien est désormais formé dans un domaine particulier. Les chiens d'attaque sont formés pour opérer dans les zones urbaines et rurales (ils ont été largement utilisés au Liban). Certains chiens sont dressés pour traquer et poursuivre des cibles sélectionnées dans le cadre de chasses à l'homme et pour détecter les brèches à la frontière israélienne. D'autres sont entraînés à rechercher des armes et des munitions, à renifler des explosifs cachés et à retrouver des personnes dans des bâtiments effondrés. Selon l'unité Oketz ces chiens d'attaque sont déployés uniquement dans le cadre d'opérations antiterroristes, mais les organisations de défense des droits de l'homme à Gaza et en Cisjordanie affirment qu'ils sont utilisés pour attaquer, terroriser et humilier les civils palestiniens, entraînant de multiples blessures et quelques décès.
Les militaires d'Oketz sont souvent affectés à d'autres unités lorsque celles-ci ont besoin de leurs compétences spécialisées, par exemple pour l'extraction de terroristes de bâtiments fortifiés. Bien qu'ils ne soient pas affiliés à la brigade des parachutistes de l'armée israélienne, ils portent les mêmes bérets rouges distinctifs et la cérémonie de remise des diplômes de l'unité se déroule au quartier général des parachutistes. Cependant, pour rejoindre l'Oketz, la recrue doit choisir la brigade Kfir dans le formulaire de demande et passer les épreuves de l'unité.
Une autre utilisation des chiens consiste à leur attacher des explosifs, puis à les faire exploser (par télécommande) lorsqu'ils atteignent leur cible. Lors de l'opération Bleu et Marron (en) (Kachol Ve'hum) au Liban, en 1986, un chien a été utilisé dans la tentative ratée d'assassinat d'Ahmed Jibril. L'opération, que le journaliste Ronen Bergman qualifie de « flop embarrassant », s'est soldée par la mort d'un Israélien, le chien ayant été « effrayé par les tirs et s'étant enfui ». Le chien est récupéré plus tard par le Hezbollah.
L'unité Oketz a participé à l'intervention du 7 octobre 2023 : « Ran a félicité l'un des chiens pour avoir sauvé des vies lors de la bataille ».
Selon l'Euro-Mediterranean Human Rights Monitor, en juin 2024 - après la diffusion d'une vidéo montrant une femme de 68 ans déchiquetée par des chiens dans sa maison du camp de réfugiés de Jabalia - l'armée israélienne utilisait systématiquement des chiens pour attaquer les civils palestiniens. Certains chiens reçoivent l'ordre de mordre et de mutiler les prisonniers, et urinent et défèquent sur eux.
En juillet 2024, Mohammad Bhar (en), un Palestinien de 24 ans atteint de trisomie 21 et d'autisme, a été massacré par des chiens militaires dans la maison familiale et abandonné sur place seul et laissé pour mort par des soldats israéliens,.

## Chiens
L'unité Oketz préfère désormais le berger belge (malinois) au berger allemand et au rottweiler, qui étaient auparavant utilisés. Les chiens sont vendus à Israël par des entreprises européennes (Royaume-Uni, Belgique, Allemagne, Pays-Bas). Selon Richard Falk, ancien rapporteur spécial des Nations unies sur les territoires palestiniens, « les entreprises européennes devraient cesser d'exporter des chiens militaires vers Israël, ajoutant que continuer à le faire les rend complices de violations des droits de l'homme. »
Auparavant, des chiens de Canaan étaient utilisés par l'unité, mais ils ont dû être retirés car ils étaient trop têtus.

## Critiques
Des experts en protection animale ont critiqué l'utilisation de chiens comme armes pour les entraîner à attaquer des civils, qualifiant ce processus de « violation morale ». Les chiens subissent un entraînement intensif avec Oketz après leur arrivée en Israël avant d'être déployés en opérations.
L'ONU affirme que l'utilisation de chiens militaires contre les prisonniers palestiniens détenus par Israël constitue une violation du droit international des droits humains.
Les organisations de défense des droits humains à Gaza et en Cisjordanie affirment que l'utilisation de chiens pour attaquer, terroriser et humilier les civils palestiniens a augmenté depuis le début de la guerre à Gaza, entraînant de nombreuses blessures et plusieurs décès.